# Кубок володарів кубків 1989—1990
Кубок володарів кубків 1989–1990 — 30-ий розіграш Кубка володарів кубків УЄФА, європейського клубного турніру для переможців національних кубків.
Перемогу в турнірі святкувала італійська «Сампдорія», обігравши у фіналі «Андерлехт» з Брюсселя. Це був початок розквіту клубу з Генуї. Наступного сезону вони виграли перше в своїй історії «скудетто», а ще за рік стали фіналістами головного європейського турніру — Кубку європейських чемпіонів.

## Учасники
| №п/п | Клуб                  | Турнір                                     |
| ---- | --------------------- | ------------------------------------------ |
| 1    | «Барселона»           | Володар Кубка володарів кубків 1988—1989   |
| 2    | «Боруссія» (Дортмунд) | Володар Кубка ФРН 1988—1989                |
| 3    | «Сампдорія»           | Володар Кубка Італії 1988—1989             |
| 4    | «Реал Вальядолід»     | Фіналіст Кубка Іспанії 1988—1989           |
| 5    | «Андерлехт»           | Володар Кубка Бельгії 1988—1989            |
| 6    | «Белененсеш»          | Володар Кубка Португалії 1988—1989         |
| 7    | «Монако»              | Фіналіст Кубка Франції 1988—1989           |
| 8    | «Торпедо» (Москва)    | Фіналіст Кубка СРСР 1988—1989              |
| 9    | «Гронінген»           | Фіналіст Кубка Нідерландів 1988—1989       |
| 10   | «Динамо» (Бухарест)   | Володар Кубка Румунії 1988—1989            |
| 11   | «Селтік»              | Володар Кубка Шотландії 1988—1989          |
| 12   | «Юргорден»            | Фіналіст Кубка Швеції 1988—1989            |
| 13   | «Партизан»            | Володар Кубка Югославії 1988—1989          |
| 14   | «Адміра Ваккер»       | Фіналіст Кубка Австрії 1988—1989           |
| 15   | «Динамо» (Берлін)     | Володар Кубка НДР 1988—1989                |
| 16   | «Грассгоппер»         | Володар Кубка Швейцарії 1988—1989          |
| 17   | «Слован»              | Фіналіст Кубка Чехословаччини 1988—1989    |
| 18   | «Гака»                | Володар Кубка Фінляндії 1988               |
| 19   | «Суонсі Сіті»         | Володар Кубка Уельсу 1988—1989             |
| 20   | «Ікаст»               | Фіналіст Кубка Данії 1988—1989             |
| 21   | «Чорноморець»         | Фіналіст Кубка Болгарії 1988—1989          |
| 22   | «Панатінаїкос»        | Володар Кубка Греції 1988—1989             |
| 23   | «Ференцварош»         | Фіналіст Кубка Угорщини 1988—1989          |
| 24   | «Легія»               | Володар Кубка Польщі 1988—1989             |
| 25   | «Бешикташ»            | Фіналіст Кубка Туреччини 1988—1989         |
| 26   | «Динамо» (Тирана)     | Володар Кубка Албанії 1988—1989            |
| 27   | «Бранн»               | Фіналіст Кубка Норвегії 1988               |
| 28   | АЕЛ                   | Володар Кубка Кіпру 1988—1989              |
| 29   | «Балліміна Юнайтед»   | Володар Кубка Північної Ірландії 1988—1989 |
| 30   | «Валюр»               | Володар Кубка Ісландії 1988                |
| 31   | «Хамрун Спартанс»     | Володар Кубка Мальти 1988—1989             |
| 32   | «Уніон»               | Володар Кубка Люксембургу 1988—1989        |
| 33   | «Корк Сіті»           | Фіналіст Кубка Ірландії 1988—1989          |

## Кваліфікаційний раунд
| Команда 1            | Заг. | Команда 2       | 1-й матч | 2-й матч |
| -------------------- | ---- | --------------- | -------- | -------- |
| Чорноморець (Бургас) | 3:5  | Динамо (Тирана) | 3:1      | 0:4      |

## Перший раунд
| Команда 1           | Заг.    | Команда 2           | 1-й матч | 2-й матч |
| ------------------- | ------- | ------------------- | -------- | -------- |
| Реал Вальядолід     | 6:0     | Хамрун Спартанс     | 5:0      | 1:0      |
| Уніон (Люксембург)  | 0:5     | Юргорден            | 0:0      | 0:5      |
| Белененсеш          | 1:4     | Монако              | 1:1      | 0:3      |
| Валюр               | 2:4     | Динамо (Берлін)     | 1:2      | 1:2      |
| Бешикташ            | 1:3     | Боруссія (Дортмунд) | 0:1      | 1:2      |
| Бранн               | 0:3     | Сампдорія           | 0:2      | 0:1      |
| Торпедо (Москва)    | 6:0     | Корк Сіті           | 5:0      | 1:0      |
| Слован (Братислава) | 3:4     | Грассгоппер         | 3:0      | 0:4 (дч) |
| Андерлехт           | 10:0    | Баллімена Юнайтед   | 6:0      | 4:0      |
| Барселона           | 2:1     | Легія               | 1:1      | 1:0      |
| Адміра Вакер        | 3:1     | АЕЛ                 | 3:0      | 0:1      |
| Ференцварош         | 6:2     | Гака                | 5:1      | 1:1      |
| Панатінаїкос        | 6:5     | Свонсі Сіті         | 3:2      | 3:3      |
| Динамо (Тирана)     | 1:2     | Динамо (Бухарест)   | 1:0      | 0:2      |
| Гронінген           | 3:1     | Ікаст               | 1:0      | 2:1      |
| Партизан            | 6:6 (ч) | Селтік              | 2:1      | 4:5      |

## Другий раунд
| Команда 1           | Заг.    | Команда 2         | 1-й матч | 2-й матч |
| ------------------- | ------- | ----------------- | -------- | -------- |
| Реал Вальядолід     | 4:2     | Юргорден          | 2:0      | 2:2      |
| Монако              | 1:1 (ч) | Динамо (Берлін)   | 0:0      | 1:1      |
| Боруссія (Дортмунд) | 1:3     | Сампдорія         | 1:1      | 0:2      |
| Торпедо (Москва)    | 1:4     | Грассгоппер       | 1:1      | 0:3      |
| Андерлехт           | 3:2     | Барселона         | 2:0      | 1:2      |
| Адміра Вакер        | 2:0     | Ференцварош       | 1:0      | 1:0      |
| Панатінаїкос        | 1:8     | Динамо (Бухарест) | 0:2      | 1:6      |
| Гронінген           | 5:6     | Партизан          | 4:3      | 1:3      |

## Чвертьфінали
| Команда 1         | Заг.           | Команда 2    | 1-й матч | 2-й матч |
| ----------------- | -------------- | ------------ | -------- | -------- |
| Реал Вальядолід   | 0:0 (1:3 пен.) | Монако       | 0:0      | 0:0 (дч) |
| Сампдорія         | 4:1            | Грассгоппер  | 2:0      | 2:1      |
| Андерлехт         | 3:1            | Адміра Вакер | 2:0      | 1:1      |
| Динамо (Бухарест) | 4:1            | Партизан     | 2:1      | 2:0      |

## Півфінали
| Команда 1 | Заг. | Команда 2         | 1-й матч | 2-й матч |
| --------- | ---- | ----------------- | -------- | -------- |
| Монако    | 2:4  | Сампдорія         | 2:2      | 0:2      |
| Андерлехт | 2:0  | Динамо (Бухарест) | 1:0      | 1:0      |

## Фінал
| 9 травня 1990 |

| Сампдорія        | 2:0 (у д. ч.) | Андерлехт |
| ---------------- | ------------- | --------- |
| Віаллі 105' 107' | Протокол      |           |

| Уллеві, Ґетеборг Глядачів: 20 103 Арбітр: Бруно Галлер |

| Володар Кубка володарів кубків 1989—1990 |
| ---------------------------------------- |
| Італія                                   |
| «Сампдорія» (Генуя) 1-ий титул           |